# Rakevo
Rakevo (Bulgaars: Ракево) is een dorp in het noordwesten van Bulgarije. Het dorp is gelegen in de gemeente Krivodol in de oblast Vratsa. Het dorp ligt ongeveer 25 km ten noorden van Vratsa en 80 km ten noorden van de hoofdstad Sofia.

## Bevolking
Op 31 december 2020 werden er 895 inwoners in het dorp geregistreerd door het Nationaal Statistisch Instituut van Bulgarije, een daling ten opzichte van het maximum van 2.122 inwoners in 1946.
|  |

In het dorp wonen nagenoeg uitsluitend etnische Bulgaren. In 2011 identificeerden 627 van de 666 respondenten zichzelf als etnische Bulgaren. Verder identificeerden 31 respondenten zichzelf als Roma.
| Etnische samenstelling van de respondenten (2011) | Etnische samenstelling van de respondenten (2011) | Etnische samenstelling van de respondenten (2011) | Etnische samenstelling van de respondenten (2011) | Etnische samenstelling van de respondenten (2011) |
| ------------------------------------------------- | ------------------------------------------------- | ------------------------------------------------- | ------------------------------------------------- | ------------------------------------------------- |
|                                                   |                                                   |                                                   |                                                   |                                                   |
| Bulgaren                                          | Bulgaren                                          |                                                   | 94,1%                                             | 94,1%                                             |
| Turken                                            | Turken                                            |                                                   | 0,0%                                              | 0,0%                                              |
| Roma                                              | Roma                                              |                                                   | 4,7%                                              | 4,7%                                              |
| Anders/Onbekend                                   | Anders/Onbekend                                   |                                                   | 1,2%                                              | 1,2%                                              |